# Chè hoa vàng
Chè hoa vàng, trà hoa vàng hay còn gọi là Kim hoa trà (danh pháp hai phần: Camellia chrysantha) là một loài thực vật hạt kín trong họ Theaceae, được tìm thấy ở Trung Quốc (tây nam tỉnh Quảng Tây) và Việt Nam tỉnh Bắc Giang (tỉnh Bắc Giang), (tỉnh Bắc Kạn), (tỉnh Quảng Ninh), Nghệ An (Quế Phong). Vĩnh Phúc (Tam Đảo), Ninh Bình, Đà Lạt, Tuyên Quang, Hà Nội (Ba Vì), Đồng Nai (Vĩnh Cửu), Gia Lai.
Chè hoa vàng là loài cây quý hiếm, có nhiều giá trị để lấy hoa và lá để làm dược liệu, có thể làm cây trồng tầng dưới ở các đai rừng phòng hộ, trồng làm cây cảnh và làm đồ uống cao cấp, có tác dụng phòng và chống các bệnh huyết áp, tim mạch, tiểu đường, u bướu.
Hiện nay, chè hoa vàng bị đe dọa do mất môi trường sống cũng như việc thu lượm cây giống thái quá.
Tuy nhiên tại Việt Nam, các giống chè hoa vàng này đang được trồng và bảo tồn ở Công viên Trà Hoa Vàng Ninh Bình tại xã Gia Lâm huyện Nho Quan, Ninh Bình.

## Đặc điểm
Chè hoa vàng là cây gỗ nhỏ hay cây bụi; nhánh mảnh, không lông. Lá có phiến thuôn, dài 11–14 cm, rộng 4–5 cm, không lông, mép có khía răng cưa nhỏ, gân bên khoảng 10 đôi; cuống lá dài 6–7 mm. Hoa mọc đơn độc trên cuống dài 7–10 mm; lá bắc 5. Lá đài 5; cánh hoa 8-10, màu vàng đậm, cao 3 cm; nhị nhiều; bầu nhụy không lông, vòi nhụy 3-4, dính nhau một phần. Quả nang to 3 cm, vỏ quả dày 3 mm. Sinh sống trong các khu rừng ẩm có độ cao dưới 500 m.

## Sử dụng
Cây chè hoa vàng được trồng làm rừng bảo hộ, làm cảnh và chế biến dược liệu.
Theo "Camellia International Journal" – tạp chí chuyên nghiên cứu về Chè hoa vàng của thế giới, các hợp chất của chè hoa vàng có khả năng kiềm chế sự sinh trưởng của các khối u đến 33,8% trong khi chỉ cần đạt đến ngưỡng 30% đã có thể xem là thành công trong điều trị ung thư; giúp giảm đến 35% hàm lượng cholesterol trong máu, trong khi dùng các loại thuốc khác thì mức độ giảm chỉ là 33,2%...
Một số công trình nghiên cứu cho thấy chè hoa vàng giảm triệu chứng xơ vữa động mạch do máu nhiễm mỡ, điều hòa huyết áp, hạ đường huyết; chữa kiết lỵ, đại tiện ra máu…
Lá chè hoa vàng có thể uống, điều chỉnh các chất béo trong cơ thể, 
lượng đường trong máu, giải độc gan và thận, theo y học Trung Quốc công bố, chè hoa vàng có 9 tác dụng chính:
- Trong lá chè có những hoạt chất làm giảm tổng hàm lượng lipid trong huyết thanh máu, giảm lượng cholesterol mật độ thấp (cholesterol xấu) và tăng lượng cholesterol mật độ cao (cholesterol tốt);
- Nước sắc lá chè có tác dụng hạ huyết áp rõ ràng và tác dụng được duy trì trong thời gian tương đối dài
- Nước sắc lá chè có tác dụng ức chế sự tụ tập của tiểu cầu, chống sự hình thành huyết khối gây tắc nghẽn mạch máu;
- Phòng ngừa ung thư và ức chế sự phát triển của các khối u khác
- Hưng phấn thần kinh;
- Lợi tiểu mạnh;
- Giải độc gan và thận, ngăn ngừa xơ vữa động mạnh máu
- Ức chế và tiêu diệt vi khuẩn;
Ngoài ra, lá chè còn có tác dụng chống viêm, chống dị ứng và duy trì trạng thái bình thường của tuyến giáp.